# Simon Sjørup Simonsen
 Der er flere personer med dette navn, se Simon Simonsen.
Simon Sjørup Simonsen (ofte kaldet Simon Simonsen, født 9. juli 1970 i Randers) er en dansk cand.phil. i filosofi, sundhedsforsker, forfatter og politiker. Som forsker har han beskæftiget sig med selvmordsforebyggelse, misbrug, ulighed i sundhed, patientsikkerhed og mænds sundhed. Han har været medlem af Københavns Borgerrepræsentation for Socialdemokratiet siden kommunalvalget 2017 og er folketingskandidat i Københavns Storkreds.

## Uddannelse og karriere
Simonsen blev student fra Randers Statsskole i 1989 og cand.phil. i filosofi fra Odense Universitet i 1998. Han er ph.d. fra Syddansk Universitet) i 2004 med afhandlingen Ronkedorfænomenet : konstruktioner af sundhed, sygdom og maskulinitet, som handlede om mænds mestring af sygdom. Han er master i offentlig ledelse (MPG) fra Copenhagen Business School
Simonsen har udført forskningsprojekter og konsulentopgaver ved universiteter og professionshøjskoler om sundhed, blandt andet om selvmord, spiseforstyrrelser, kønsforskelle i sygdom og misbrug og om videnskabsteoretiske, metodiske, sociologiske og etiske aspekter ved sundhedsfagligt arbejde. I 2003 arbejdede han ved centret for mænds sundhed ved University of Western Sydney, Australien under ledelse af professor John Macdonald. Samme år stiftede han Selskab for mænds sundhed, som afholdt det første videnskabelige møde om mænds sundhed i Danmark. Siden har han arrangeret konferencer, deltaget i ministerielle udvalg og ført en offentlig debat om mænds muligheder i samfundet. Fra 2014 til 2018 var han leder af afdelinger og forskningsprojekter ved University College Copenhagen (UCC).

## Udgivelser
- Sundhedens filosofi, Klim, 2000
- Filosofi, etik, Videnskabsteori, Akademisk Forlag, 2001
- Manden i den almene praksis : Til alment praktiserende læger, 2002
- Ronkedorfænomenet : konstruktioner af sundhed, sygdom og maskulinitet, ph.d.-afhandling, 2004
- Mænd, sundhed og sygdom, Klim, 2006
- Social retfærdighed i frie og lige Danmark : Kampen for Socialdemokratiets grundlæggende ideal, politisk debatbog, e-bog, 2019[4]

## Politisk karriere
I 1990'erne var Simonsen formand for studenterrådet (hvor, hvornår?) og folketingskandidat for Socialistisk Folkeparti.
Han har siden 2001 været aktiv i Socialdemokratiet.
Organisatorisk aktiv i Socialdemokratiet herunder kredsformand.
I årene 2014 til i dag folketingskandidat for Socialdemokratiet.
I 2014 kritiserede han regeringens salg af aktier i DONG Energy til investeringsbanken Goldman Sachs. Ved kommunalvalget i 2017 blev han valgt til Københavns Borgerrepræsentation, hvor han er medlem af sundheds- og omsorgsudvalget. Han er formand for Socialdemokratiets landsudvalg for forskning og videregående uddannelser. Han har været kredsformand i Socialdemokratiet og deltaget i Nordenskolen, et initiativ inden for den nordiske arbejderbevægelse som arbejder for den nordiske velfærdsmodel.

## Eksterne links
- simonsimonsen.com, personlig hjemmeside som forsker
- simonpolitik.dk, personlig hjemmeside som politiker

 Der er for få eller ingen kildehenvisninger i denne artikel, hvilket er et problem. Du kan hjælpe ved at angive troværdige kilder til de påstande, som fremføres i artiklen.